# La Tour-du-Crieu
La Tour-du-Crieu település Franciaországban, Ariège megyében. Lakosainak száma 3268 fő (2022. január 1.). La Tour-du-Crieu Le Carlaret, Pamiers, Les Pujols, Saint-Amadou és Verniolle községekkel határos.

## Népesség
A település népességének változása:
| Lakosok száma | 745  | 1640 | 2011 | 2221 | 2967 | 3127 | 3167 | 3218 | 3232 | 3268 |
|               | 1968 | 1982 | 1990 | 2006 | 2013 | 2015 | 2017 | 2019 | 2020 | 2022 |